# Masters de Formule 3 2012
Les Masters de Formule 3 2012 (RTL GP Masters of Formula 3 2012) est la 22e édition des Masters de Formule 3. Cette course spéciale de la Formule 3 se déroule sur le Circuit de Zandvoort, elle ne fait pas partie d'un championnat bien que l'essentiel des concurrents proviennent du Championnat d'Europe de Formule 3. Les Masters 2012 sont organisés le 15 juillet 2012.

## Contexte avant la course
L'édition 2012 des Masters de Zandvoort est organisée pendant la trêve de la plupart des championnats de F3.

## Format
La seule course du week-end dure 40 minutes.

## Programme
Vendredi 13 juillet
- 13 h 05 : essais libres 1 (40 minutes)
- 16 h 15 : essais libres 2 (40 minutes)

Samedi 14 juillet
- 11 h 45 : essais qualificatifs 1 (20 minutes)
- 15 h 40 : essais qualificatifs 2 (20 minutes)

Dimanche 15 juillet
- 14 h 00 : Masters de Formule 3 (40 minutes)

## Engagés
Liste des engagés:
| Équipe             | Voiture              | no | Pilote               |
| ------------------ | -------------------- | -- | -------------------- |
| Mücke Motorsport   | Dallara Mercedes     | 1  | Felix Rosenqvist     |
| Mücke Motorsport   | Dallara Mercedes     | 2  | Pascal Wehrlein      |
| Carlin             | Dallara Volkswagen   | 3  | Dennis van de Laar   |
| Carlin             | Dallara Volkswagen   | 4  | Carlos Sainz Jr.     |
| Carlin             | Dallara Volkswagen   | 5  | William Buller       |
| Prema Powerteam    | Dallara Mercedes     | 7  | Raffaele Marciello   |
| Prema Powerteam    | Dallara Mercedes     | 8  | Daniel Juncadella    |
| Prema Powerteam    | Dallara Mercedes     | 9  | Michael Lewis        |
| Prema Powerteam    | Dallara Mercedes     | 10 | Sven Muller          |
| Fortec Motorsport  | Dallara Mercedes     | 11 | Felix Serrallés      |
| Fortec Motorsport  | Dallara Mercedes     | 12 | Alex Lynn            |
| Fortec Motorsport  | Dallara Mercedes     | 14 | Hannes van Asseldonk |
| Fortec Motorsport  | Dallara Mercedes     | 15 | Pipo Derani          |
| Double R Racing    | Dallara Mercedes-HWA | 16 | Conor Daly           |
| Double R Racing    | Dallara Mercedes-HWA | 17 | Geoff Uhrhane        |
| Jo Zeller Racing   | Dallara Mercedes     | 18 | Andrea Roda          |
| Jo Zeller Racing   | Dallara Mercedes     | 30 | Sandro Zeller        |
| Angola Racing Team | Dallara Mercedes     | 19 | Luis Sà Silva        |
| T-Sport            | Dallara Mugen-Honda  | 32 | Richard Goddard      |
| T-Sport            | Dallara Mugen-Honda  | 33 | Josh Webster         |

Note: Tous les pilotes possèdent une Dallara F312 sauf Sandro Zeller, Richard Goddard et Josh Webster qui possèdent une F308.

## Qualifications
| Pos | no | Pilote               | Équipe             | Q1             | Q2             |
| --- | -- | -------------------- | ------------------ | -------------- | -------------- |
| 1   | 8  | Daniel Juncadella    | Prema Powerteam    | 1 min 45 s 127 | 1 min 31 s 783 |
| 2   | 4  | Carlos Sainz Jr.     | Carlin             | 1 min 45 s 269 | 1 min 32 s 312 |
| 3   | 7  | Raffaele Marciello   | Prema Powerteam    | 1 min 46 s 132 | 1 min 32 s 433 |
| 4   | 14 | Hannes van Asseldonk | Fortec Motorsport  | 1 min 46 s 044 | 1 min 32 s 533 |
| 5   | 1  | Felix Rosenqvist     | Mücke Motorsport   | 1 min 46 s 027 | 1 min 32 s 555 |
| 6   | 2  | Pascal Wehrlein      | Mücke Motorsport   | 1 min 46 s 051 | 1 min 32 s 629 |
| 7   | 5  | William Buller       | Carlin             | 1 min 45 s 794 | 1 min 32 s 698 |
| 8   | 10 | Sven Müller          | Prema Powerteam    | 1 min 46 s 917 | 1 min 32 s 768 |
| 9   | 9  | Michael Lewis        | Prema Powerteam    | 1 min 46 s 417 | 1 min 32 s 779 |
| 10  | 12 | Alex Lynn            | Fortec Motorsport  | 1 min 45 s 569 | 1 min 32 s 782 |
| 11  | 15 | Pipo Derani          | Fortec Motorsport  | 1 min 46 s 478 | 1 min 32 s 878 |
| 12  | 11 | Felix Serrallés      | Fortec Motorsport  | 1 min 47 s 020 | 1 min 32 s 915 |
| 13  | 3  | Dennis van de Laar   | Carlin             | 1 min 46 s 541 | 1 min 33 s 087 |
| 14  | 16 | Conor Daly           | Double R Racing    | 1 min 46 s 940 | 1 min 33 s 963 |
| 15  | 17 | Geoff Uhrhane        | Double R Racing    | 1 min 47 s 185 | 1 min 34 s 026 |
| 16  | 18 | Andrea Roda          | Jo Zeller Racing   | 1 min 49 s 195 | 1 min 34 s 103 |
| 17  | 30 | Sandro Zeller        | Jo Zeller Racing   | 1 min 49 s 432 | 1 min 34 s 125 |
| 18  | 19 | Luís Sá Silva        | Angola Racing Team | 1 min 48 s 709 | 1 min 34 s 366 |
| 19  | 32 | Richard Goddard      | T-Sport            | 1 min 50 s 841 | 1 min 35 s 562 |
| 20  | 33 | Josh Webster         | T-Sport            | 1 min 48 s 234 | 1 min 36 s 550 |

## Course
| Pos                                                                               | no | Pilote               | Équipe             | Tours | Temps/Abandon   | Grille |
| --------------------------------------------------------------------------------- | -- | -------------------- | ------------------ | ----- | --------------- | ------ |
| 1                                                                                 | 8  | Daniel Juncadella    | Prema Powerteam    | 25    | 39 min 28 s 565 | 1      |
| 2                                                                                 | 7  | Raffaele Marciello   | Prema Powerteam    | 25    | + 7 s 594       | 3      |
| 3                                                                                 | 14 | Hannes van Asseldonk | Fortec Motorsport  | 25    | + 17 s 394      | 4      |
| 4                                                                                 | 4  | Carlos Sainz Jr.     | Carlin             | 25    | + 18 s 473      | 2      |
| 5                                                                                 | 2  | Pascal Wehrlein      | Mücke Motorsport   | 25    | + 22 s 008      | 6      |
| 6                                                                                 | 5  | William Buller       | Carlin             | 25    | + 27 s 611      | 7      |
| 7                                                                                 | 12 | Alex Lynn            | Fortec Motorsport  | 25    | + 29 s 450      | 10     |
| 8                                                                                 | 9  | Michael Lewis        | Prema Powerteam    | 25    | + 29 s 975      | 9      |
| 9                                                                                 | 1  | Felix Rosenqvist     | Mücke Motorsport   | 25    | + 31 s 793      | 5      |
| 10                                                                                | 10 | Sven Müller          | Prema Powerteam    | 25    | + 32 s 613      | 8      |
| 11                                                                                | 15 | Pipo Derani          | Fortec Motorsport  | 25    | + 34 s 110      | 11     |
| 12                                                                                | 17 | Geoff Uhrhane        | Double R Racing    | 25    | + 41 s 954      | 15     |
| 13                                                                                | 3  | Dennis van de Laar   | Carlin             | 25    | + 48 s 363      | 13     |
| 14                                                                                | 18 | Andrea Roda          | Jo Zeller Racing   | 25    | + 50 s 978      | 16     |
| 15                                                                                | 16 | Conor Daly           | Double R Racing    | 25    | + 56 s 787      | 14     |
| 16                                                                                | 33 | Josh Webster         | T-Sport            | 25    | +1 min 27 s 234 | 20     |
| 17                                                                                | 32 | Richard Goddard      | T-Sport            | 24    | +1 tour         | 19     |
| 18                                                                                | 19 | Luís Sá Silva        | Angola Racing Team | 21    | +4 tours        | 18     |
| Ab.                                                                               | 30 | Sandro Zeller        | Jo Zeller Racing   | 16    | Abandon         | 17     |
| Ab.                                                                               | 11 | Felix Serrallés      | Fortec Motorsport  | 0     | Abandon         | 12     |
| Meilleur tour : Daniel Juncadella, 1 min 33 s 662, 165,544 km/h pendant le tour 9 |    |                      |                    |       |                 |        |